# Sambenedettese Calcio 1923 2004-2005
Questa pagina raccoglie le informazioni riguardanti la Sambenedettese Calcio 1923 nelle competizioni ufficiali della stagione 2004-2005.

## Rosa
| N. |                     | Ruolo | Calciatore          |
| -- | ------------------- | ----- | ------------------- |
|    | Italia (bandiera)   | A     | Andrea Alberti      |
|    | Uruguay (bandiera)  | C     | Nicolás Amodio      |
|    | Uruguay (bandiera)  | A     | Mariano Bogliacino  |
|    | Italia (bandiera)   | D     | Michele Canini      |
|    | Italia (bandiera)   | A     | Alessandro Chiurato |
|    | Italia (bandiera)   | C     | Luca Cigarini       |
|    | Italia (bandiera)   | D     | Gianluca Colonnello |
|    | Italia (bandiera)   | D     | Alessandro Cornali  |
|    | Italia (bandiera)   | P     | Ivano Cortelli      |
|    | Paraguay (bandiera) | A     | Alejandro Da Silva  |
|    | Italia (bandiera)   | A     | Nico De Lucia       |
|    | Italia (bandiera)   | C     | Antonio De Rosa     |
|    | Italia (bandiera)   | P     | Domenico Di Dio     |
|    | Uruguay (bandiera)  | C     | German Dominguez    |
|    | Italia (bandiera)   | D     | Davide Favaro       |

| N. |                      | Ruolo | Calciatore             |
| -- | -------------------- | ----- | ---------------------- |
|    | Italia (bandiera)    | C     | Alfredo Femiano        |
|    | Italia (bandiera)    | D     | Fabio Femiano          |
|    | Italia (bandiera)    | A     | Marcello Gazzola       |
|    | Cile (bandiera)      | A     | Julio Gutiérrez        |
|    | Camerun (bandiera)   | C     | Jean Claude Lainozelet |
|    | Honduras (bandiera)  | C     | Julio César de León    |
|    | Italia (bandiera)    | P     | Francesco Mancini      |
|    | Italia (bandiera)    | A     | Marco Martini          |
|    | Italia (bandiera)    | A     | Giovanni Pompei        |
|    | Italia (bandiera)    | P     | Vitangelo Spadavecchia |
|    | Italia (bandiera)    | D     | Marco Taccucci         |
|    | Italia (bandiera)    | C     | Davide Tedoldi         |
|    | Argentina (bandiera) | A     | Jonathan Vidallé       |
|    | Italia (bandiera)    | D     | Gianluca Zanetti       |

## Risultati

### Campionato

#### Girone di andata
| 12 settembre 2004 1ª giornata | Sambenedettese | 0 – 0 | Giulianova |  |

| 19 settembre 2004 2ª giornata | Foggia | 0 – 1 | Sambenedettese |  |

| 26 settembre 2004 3ª giornata | Sambenedettese | 0 – 0 | Rimini |  |

| 3 ottobre 2004 4ª giornata | Fermana | 2 – 4 | Sambenedettese |  |

| 10 ottobre 2004 5ª giornata | Sambenedettese | 0 – 1 | Vis Pesaro |  |

| 17 ottobre 2004 6ª giornata | Cittadella | 1 – 1 | Sambenedettese |  |

| 24 ottobre 2004 7ª giornata | Sambenedettese | 3 – 0 | Sporting Benevento |  |

| 31 ottobre 2004 8ª giornata | Reggiana | 0 – 0 | Sambenedettese |  |

| 7 novembre 2004 9ª giornata | Sambenedettese | 2 – 0 | Teramo |  |

| 14 novembre 2004 10ª giornata | Sambenedettese | 0 – 0 | Avellino |  |

| 21 novembre 2004 11ª giornata | Napoli | 2 – 1 | Sambenedettese |  |

| 28 novembre 2004 12ª giornata | Chieti | 0 – 0 | Sambenedettese |  |

| 5 dicembre 2004 13ª giornata | Sambenedettese | 1 – 0 | SPAL |  |

| 8 dicembre 2004 14ª giornata | Lanciano | 1 – 1 | Sambenedettese |  |

| 12 dicembre 2004 15ª giornata | Sambenedettese | 0 – 0 | Sora |  |

| 19 dicembre 2004 16ª giornata | Martina | 2 – 0 | Sambenedettese |  |

| 6 gennaio 2005 17ª giornata | Sambenedettese | 3 – 1 | Padova |  |

#### Girone di ritorno
| 9 gennaio 2005 18ª giornata | Giulianova | 2 – 1 | Sambenedettese |  |

| 16 gennaio 2005 19ª giornata | Sambenedettese | 1 – 1 | Foggia |  |

| 23 gennaio 2005 20ª giornata | Rimini | 3 – 1 | Sambenedettese |  |

| 30 gennaio 2005 21ª giornata | Sambenedettese | 0 – 1 | Fermana |  |

| 6 febbraio 2005 22ª giornata | Vis Pesaro | 0 – 2 | Sambenedettese |  |

| 13 febbraio 2005 23ª giornata | Sambenedettese | 1 – 0 | Cittadella |  |

| 27 febbraio 2005 24ª giornata | Benevento | 2 – 1 | Sambenedettese |  |

| 6 marzo 2005 25ª giornata | Sambenedettese | 1 – 0 | Reggiana |  |

| 13 marzo 2005 26ª giornata | Teramo | 0 – 2 | Sambenedettese |  |

| 20 marzo 2005 27ª giornata | Avellino | 2 – 1 | Sambenedettese |  |

| 26 marzo 2005 28ª giornata | Sambenedettese | 0 – 0 | Napoli |  |

| 10 aprile 2005 29ª giornata | Sambenedettese | 1 – 1 | Chieti |  |

| 17 aprile 2005 30ª giornata | SPAL | 1 – 2 | Sambenedettese |  |

| 24 aprile 2005 31ª giornata | Sambenedettese | 2 – 0 | Lanciano |  |

| 1º maggio 2005 32ª giornata | Sora | 1 – 2 | Sambenedettese |  |

| 8 maggio 2005 33ª giornata | Sambenedettese | 1 – 1 | Martina |  |

| 15 maggio 2005 34ª giornata | Padova | 0 – 2 | Sambenedettese |  |